# St. Laurentius (Schwarzenau)

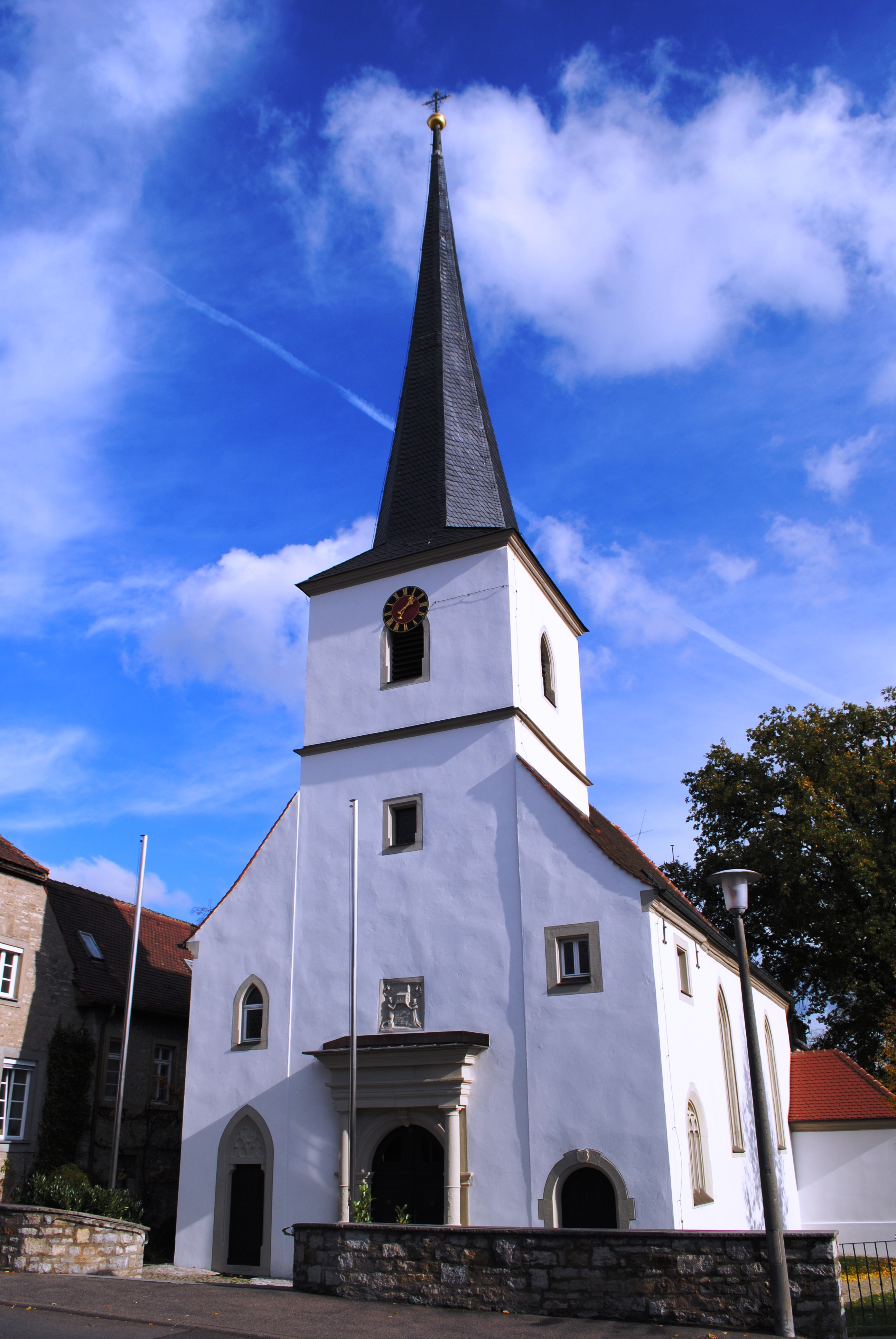
Die Kirche in Schwarzenau

Die St.-Laurentius-Kirche in Schwarzenau ist die Pfarrkirche des Schwarzacher Ortsteils. Sie steht an der Stadtschwarzacher Straße inmitten des Ortes.

## Geschichte
Im Jahr 1135 wurde Schwarzenau Filiale der Pfarrei Gerlachshausen. Eine eigene Pfarrei erhielt der Ort im Jahr 1609. Vorausgegangen war die Erwerbung des Dorfes durch Valentin Echter von Mespelbrunn, dem Bruder des Würzburger Fürstbischofs Julius im Jahr 1588. Er baute das Kirchlein an der heutigen Stelle neu. Es wurde am 2. August 1610 von Eucharius Sang, den Weihbischof des Bistums Würzburg, geweiht.
Der Dreißigjährige Krieg beendete die Selbstständigkeit der Pfarrei Schwarzenau wieder. Fortan wurden die Gläubigen aus Stadtschwarzach seelsorgerisch versorgt. Erst im Jahr 1802 erneuerte Baron Lothar Franz von Erthal die Pfarrei. Eine barocke Innenausstattung erhielt das Gotteshaus im Jahr 1776.
Im 19. Jahrhundert wurde der Innenraum neu gestaltet, neugotische Altäre wurden aufgestellt. Im Jahr 1953/1954 entfernte man diese wieder und hinterließ einen kahlen Kirchenraum. Stück für Stück ersetzte man die Ausstattung, eine umfassende Renovierung in den Jahren 2009/2010 schloss diese Neugestaltung ab. Das Bayerische Landesamt für Denkmalpflege ordnet das Kirchengebäude als Baudenkmal unter der Nummer D-6-75-165-43 ein.

## Architektur
Der Saalbau der Laurentiuskirche wird durch einen Polygonchor im Osten abgeschlossen. Der  typische Turm der Echter-Zeit ist dreigeschossig, wurde erst nachträglich mit dem Kirchenbau verbunden und überragt nun die Fassade. Zwei Fensterachsen gliedern den Bau. Ein Gesims überragt das Kirchenportal, zwei Säulen begrenzen es. Darüber befindet sich eine Kopie des Stifterehepaar-Reliefs. Der Chor trägt ein Kappengewölbe mit dem Stifterwappen.

## Ausstattung

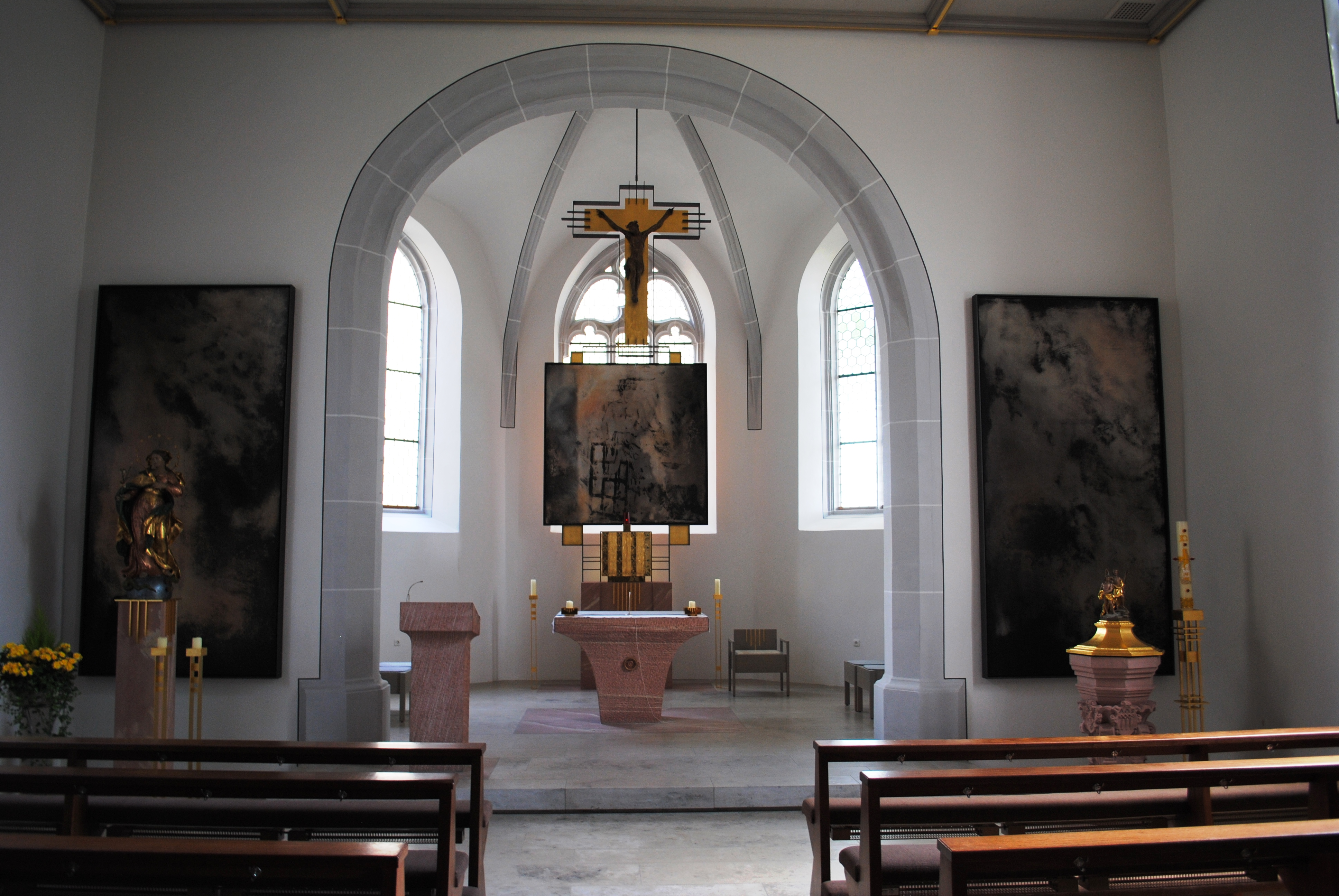
Der Innenraum der Kirche

Aufgrund der wechselvollen Baugeschichte der Kirche ist die originale Ausstattung kaum noch vorhanden. Jacques Gassmann schuf in neuerer Zeit das Altarbild des Kirchenpatrons Laurentius. Der Altar und der Ambo stammen aus den 1970er- oder 1980er-Jahren. An den Stellen der alten Seitenaltäre befinden sich zwei abstrakte Gemälde des Künstlers Jacques Gassmann.
Ältere Bestandteile sind die Prozessionsmadonna vor dem linken Altarbild und der Taufstein mit zwei Wappensteinen aus dem frühen 17. Jahrhundert. Im Langhaus stehen zwei Heiligenfiguren.
Auf dem Original des Stiftungsreliefs aus Sandstein links im Vorraum der Kirche sind Valentin Echter und seine Frau Ottilie von Holzhausen dargestellt. Sie tragen ein Modell der Kirche. Eine Inschrift lautet: „1592 Der Edell Valentin Echter von Öttershausen seines alters 69 Jahr. Dies gottes hauß baugestift Zum Wohl für sich und sein adelichs geschlecht der heiligen dreifaltigkeit zu Ehr.“ Das wertvollste Stück der Kirche ist eine spätgotische Madonna über dem Eingang auf einem Rahmen.

## Umgebung
Im Kirchhof befinden sich ein Bildstock und ein Kriegerdenkmal. Die runde Säule des Bildstocks ist mit Weinrebenornamenten verziert. Im Aufsatz ist der heilige Laurentius dargestellt, eine Putte bekrönt die Marter. Sie ist wohl im Barock entstanden und wurde 2011 letztmals erneuert. Das 1924 errichtete Kriegerdenkmal aus Sandstein ehrt die Gefallenen des Ersten Weltkriegs. Eine gewellte Säule mit den Namen schließt mit einem Kreuz ab.

## Pfarrer
Die Pfarrer des 19. und 20. Jahrhunderts hatten sehr kurze Amtszeiten. Dies ist auf die geringe Größe der Pfarrei zurückzuführen, die immer wieder von der Auflösung bedroht war.
| Name              | Amtszeit  | Anmerkungen                                     |
| ----------------- | --------- | ----------------------------------------------- |
| Georg Schmitt     | 1882–1884 |                                                 |
| N. Baetz          | 1884–1890 |                                                 |
| N. Glock          | 1890–1922 |                                                 |
| Heinrich Bleimann | 1922–1923 | OSB, Konventsmitglied Kloster Münsterschwarzach |
| Peter Bauer       | 1923–1927 |                                                 |
| N. Faulhaber      | 1927–1928 |                                                 |
| N. Schult         | 1928–1936 | Kaplan                                          |
| N. Reus           | 1936–1942 |                                                 |
| N. Mauder         | 1942–1947 |                                                 |
| N. Burk           | 1947–1948 | Doktor der Theologie                            |
| N. Spielmann      | 1948–1951 |                                                 |
| N. Dümig          | 1951–1962 |                                                 |
| N. Sebald         | 1962–1970 |                                                 |
| Markus Günther    | 1970–1972 | OSB                                             |
| Arno (Otto) Halk  | 1972–1974 | OSB, Kaplan in Stadtschwarzach                  |
| Wolfram Fehn      | 1974–     | OSB, zusammen mit Kaplan Aurelian Weiß OSB      |